# Peklaj
Peklaj je priimek več znanih Slovencev:
- Andreja Peklaj (*1948), fotografinja, pevka (APZ-častna čl.), kulturna organizatorka
- Cirila Peklaj (*1961), pedagoška psihologinja, prof.
- Katarina Peklaj, likovna ustvarjalka, striparka
- Marijan Peklaj (*1943), teolog, filozof, biblicist, prevajalec, profesor
- Roman Peklaj, ilustrator in grafični olikovalec
- Urška Fekonja Peklaj (*1975), razvojna psihologinja, prof.